# ノッカー
ノッカー (Knocker) は、コーンウォール地方の鉱山に棲むとされる妖精の一種で、その姿は人間の鉱夫の服装をした小さなスプライト（精霊）であったという。
キャロル・ローズによれば、自分たちのために錫や金などを掘っていたが人間の鉱夫にも伝えたという。

## 概要
善意のあるゴブリンまたは鉱山の精霊で、鉱夫達が穴を掘っている時、「コンコン」と岩肌を叩く音をたて、鉱夫達に良質の鉱脈を知らせるという。時々、その姿を見せる時もあるが、ノッカーは私生活を覗かれるのを嫌っているので、見られると鉱山から出て行ってしまう。そうなると途端に鉱山が枯れてしまうので、その姿を覗いてはならないとされる。他の良い妖精と同様、プライバシーを尊重し、採掘したものの「10分の1」をとるという条件をのみ、気前の良い者へは辛うじて接触をすることがある。
キャサリン・ブリッグズ（英語版）によれば、「イエス・キリストの磔刑を手助けした」為にコーンウォールへ流刑になったユダヤ人の幽霊で、敬虔なユダヤ教徒であり、錫の鉱山の他、井戸、岩場、洞窟で採掘を行う、と言われる。キャサリン・ブリッグズの他、水木しげるも、古い精錬所を「ユダヤ人の家」と称する習慣をあげる。
この精霊たちとよい関係を築くために坑道のなかでののしり声を上げたり口笛を吹く、十字を切る等は控えたという。ノッカーはこれらのもので気分を害するとされたからである。また、ある怠け者の鉱夫、バーカーが彼らを観察し（彼は後に罰を受けリューマチに罹る）た所によれば、ユダヤ人である彼らは安息日、クリスマス、万聖節には休暇を取るという。
ローズマリ・エレン・グィリーによれば、彼らへ獣脂と食べ物を供える習慣があるという。

## 呼称
鉱脈や落石の危険を察知すると四方八方に向けてコツコツと激しく音を立てて人間に警告を与えてくれたという
そのため「ノッカー（叩く者）」と呼ばれているが、地方によっては「ナッカー」、ギャソーン、ニッカー、ナギーとも呼ばれる。
キャサリン・ブリッグズは「スプリガン」と関連すると言っているが、ローズマリ・エレン・グィリーは「スプリッガーン」をノッカーの別名とする。
コーンウォールで言い伝えられている、海に出没するゴブリン「ブッカブー」と関連するとされる。

## トミーノッカー
ローズマリ・エレン・グィリーは、北米の鉱山で語られる「トミーノッカー」が、若干悪戯好きな性格をしているという違いがあるものの、ノッカーの伝播したものだと言って、
19世紀、コロラド州クリプルクリーク、レイヴンヒルにある鉱山で、鉱夫へ目配せし、角材を飛び回った後、人間へとびかかったという伝承を紹介している。
彼らは、電線を引きちぎる、発破の時間前に爆発させる、などの悪戯も行うが、気のいい者には違いないため、鉱山の労働者は交代する小休止の際に、彼らのために席を開ける習慣があったという。